# Fabrizio Bai
Fabrizio Bai (Grosseto, 15 gennaio 1977) è un chitarrista e compositore italiano.
Impegnato in vari generi musicali, dal jazz al latino, dal blues alla musica popolare.

## Biografia
Inizia a suonare la chitarra all'età di 11 anni. Si laurea alla Facoltà di Lettere e Filosofia dell'Università di Siena, indirizzo musica e spettacolo, e si diploma in chitarra al Conservatorio A. Morlacchi di Perugia. Frequenta vari corsi e seminari sia di strumento che di arrangiamento e composizione, tra cui i seminari estivi di Siena Jazz e Nuoro Jazz.
Nell'inverno 2001 comincia una collaborazione con il Museo dei Bambini di Siena, per il quale comporrà alcuni brani originali ispirati alle opere esposte.
Fonda vari ensemble e progetti, tra cui Le voci del Vicolo, in cui propone materiale originale miscelando sonorità etniche e popolari al jazz e allo swing in una forma che si rifà al teatro-canzone, e Etruscology, in cui presenta composizioni originali ispirate agli strumenti etruschi presenti nel Museo civico archeologico di Sarteano e Museo archeologico nazionale di Chiusi, a cui segue la pubblicazione dell'omonimo album nel 2013 (edizioni Dodicilune).
Partecipa inoltre a vari progetti, tra cui Penso che un sogno così dedicato a Domenico Modugno e diretto da Marcello Faneschi (storico arrangiatore dell'RCA e direttore d'orchestra dello stesso Modugno) pubblicando nel 2009 l'album omonimo (edizioni Ensarte), allegato al libro Quello che veramente voglio (Edizioni le onde). Compone inoltre musica di scena per il teatro e la colonna sonora per il film di Riccardo Bellucci Come la trovi Roma? (2004).
Dal 2005 inizia ad approfondire lo studio della musica brasiliana con i chitarristi Roberto Nannetti, Marco Pereira, Guinga e il contrabbassista Ferruccio Spinetti. Nel 2009 fonda il suo ensemble di musica brasiliana Latino F.E.R. con il batterista Emanuele Pellegrini e il contrabbassista Raffaele Toninelli.
Nel 2019 pubblica l'album Comunque sia… (edizioni Dodicilune).
Insegna chitarra jazz in varie accademie, scuole di musica e al conservatorio di Perugia. Dal 2006 è parte del gruppo docenti della Peter Pan Orchestra presso Siena Jazz, inizialmente diretta dal compositore Marcello Faneschi; dal 2009 passa alla direzione del progetto e dal 2017 collabora attivamente ai progetti di scambio culturale fra giovani musicisti jazz e collaborazione internazionale fra scuole di musica jazz per bambini e ragazzi coordinato dal musicista e compositore norvegese Odd André Elveland, partecipando anche al festival internazionale Kids in Jazz.
Fabrizio Bai ha collaborato inoltre con Tristan Honsinger, Gilson Silveira, Franco Fabbrini, Ettore Bonafè, Anna Granata, Klaus Lessmann, Francesco Petreni, Brahima Dembelè, Mauro Pagani, Marcello Faneschi, Guinga, Cristiano Bocci, David Riondino.

## Riconoscimenti
- 2006 - esibizione al Meeting delle etichette indipendenti (MEI) di Faenza con Le Voci del Vicolo
- 2007 - finalista concorso Primo Maggio tutto l’anno con Le Voci del Vicolo
- 2007 - Premio della critica al festival Voci per la libertà di Amnesty International con Le Voci del Vicolo
- 2008-2010 - finalista del festival Mediterraneo Jazz Festival con il gruppo Labirinto Choro

## Album
- 2006 - Le musiche (edizioni Bambimus)
- 2008 - Le voci del vicolo (edizioni Blond Records)
- 2009 - Penso che un sogno così (edizioni Ensarte) - allegato al libro Quello che veramente voglio (Edizioni le onde)
- 2011 - Jogos (edizioni Le carrozze records)
- 2011 - Un'orchestra per Siena (edizioni Le carrozze records)
- 2012 - Il cielo oltre Batignano (edizioni Six Bars Jail)
- 2013 - Etruscology (edizioni Dodicilune)
- 2019 - Comunque sia… (edizioni Dodicilune)
- 2022 - Alto Mate (edizioni Dodicilune)

## Singoli
- 2016 - Sunday Blues - con 3Shoes
- 2016 - A Neapolitan Charlie - con 3Shoes